# Соната для фортепиано № 1 (Рахманинов)
Соната для фортепиано № 1 ре минор, ор. 28 — фортепианная соната русского композитора Сергея Васильевича Рахманинова, работа над которой велась в первой половине 1907 года. Благодаря автографу композитора на нотах сочинения известна точная дата её окончания — 14 мая 1907 года.
Программа сонаты основана на персонажах и сюжете трагедии Иоганна Вольфганга Гёте «Фауст». Она не была обнародована композитором, но про её содержание известно из нескольких источников.

## Строение
Соната написана в трёх частях:
1. Allegro moderato
2. Lento
3. Allegro molto

Время исполнения около 35 минут. Написана в классической сонатной форме с быстрыми первой и третьей частями и медленной второй частью. Является первым произведением в музыкальной трилогии, при этом менее оценена, чем следующая соната для фортепиано № 2, написанная пять лет спустя.

## Программа
К. И. Игумнов, первый исполнитель сонаты, рассказывал, что в 1908 году Рахманинов лично говорил ему о программе сочинения. Комментируя письма композитора Игумнов передал её содержание, которое основывается на сюжете трагедии «Фауст» Гёте:

при сочинении сонаты он имел в виду гетевского Фауста и что 1-я часть соответствует Фаусту, 2-я — Гретхен, 3-я — полет на Брокен и Мефистофель.
Широкого обнародования этой программы композитор не осуществил, но про соотношение сонаты с произведением Гёте известно и из других источников. Так, 25 апреля [8 мая] 1907 года, рассказывая о ходе работы над сонатой, Рахманинов в письме к своему другу Н. С. Морозову заметил, что она основывается на определённой «руководящей идее» (программе). По его словам, сочиняя он имел в виду «три контрастирующих типа из одного мирового литературного произведения». По наблюдению биографа композитора Б. С. Никитина:
Музыка первой части весьма рельефно рисует образ Фауста, его размышления, сомнения, борьбу. если это ещё можно связать с какими-то другими литературными героями мирового значения, то уж третья часть — полёт на вершину Брокен, где по легенде проходит майский праздник ведьм и все нечисти, то есть Вальпургиева ночь с обязательным присутствием сатаны, — не оставляет сомнений в том, какое мировое литературное произведение имел в виду Рахманинов. Музыка третьей части Сонаты есть действительно сатанинская не только по настроению, но и по содержанию.